# Agkonia pega
Agkonia pega là một loài bướm đêm thuộc phân họ Arctiinae, họ Erebidae.